# Wspólnota administracyjna Vacha
Wspólnota administracyjna Vacha (niem. Verwaltungsgemeinschaft Vacha) – dawna wspólnota administracyjna w Niemczech, w kraju związkowym Turyngia, w powiecie Wartburg. Siedziba wspólnoty znajdowała się w mieście Vacha.
Wspólnota administracyjna zrzeszała cztery gminy, w tym jedną gminę miejską (Stadt) oraz trzy gminy wiejskie: 
1. Martinroda
2. Vacha
3. Völkershausen
4. Wölferbütt

31 grudnia 2013 wspólnota została rozwiązana, a trzy z czterech gmin zostały włączone do miasta Vacha i stały się jego dzielnicami.